# Phil Harris (Entertainer)

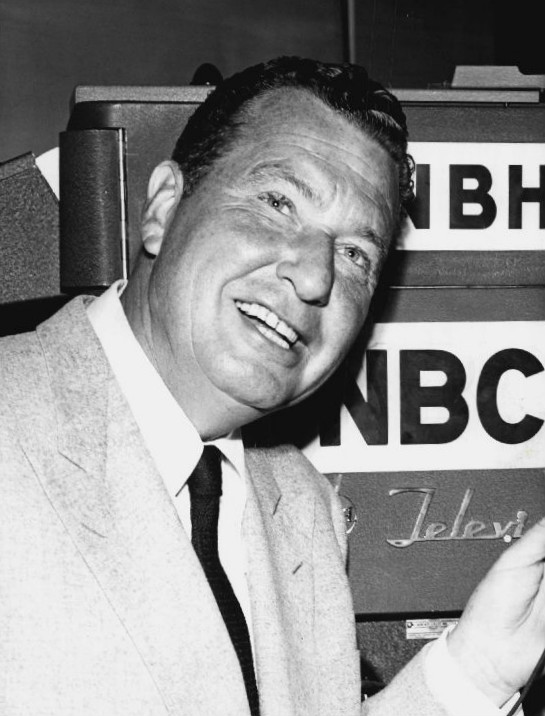
Phil Harris (1956)

Wonga Philip „Phil“ Harris (* 24. Juni 1904 in Linton, Indiana; † 11. August 1995 in Rancho Mirage, Kalifornien) war ein US-amerikanischer Musiker, Bandleader, Entertainer und Schauspieler. Er wurde vor allem als Begleiter des Komikers Jack Benny in dessen Radioshow und als Stimme des singenden Bären „Balu“ in der Originalfassung des Zeichentrickfilms Das Dschungelbuch (1967) bekannt.

## Leben

### Jugend und Familie
Phil Harris war der Sohn zweier Vaudeville-Künstler, die in kleineren Musiktheatern und im Zirkus auftraten, und wuchs in Tennessee auf. Seinen zweiten indianischen Vornamen „Wonga“ (Cherokee für „flinker Bote“) erhielt er eigenen Angaben zufolge von einem Indianerhäuptling, der sich seiner annahm, während seine Eltern auf der Bühne standen. Schon in jungen Jahren erlernte er verschiedene Musikinstrumente; sein Hauptinstrument wurde das Schlagzeug, mit dem er bereits als Zwölfjähriger im Varietéprogramm seines Vaters auftrat.
In den 1920er Jahren spielte Harris als Schlagzeuger in verschiedenen Bands, unter anderem im Orchester von Francis Craig. Während einer Konzertreise nach Australien lernte er die dortige Schauspielerin Marcia Ralston kennen, die er 1928 heiratete. Phil Harris und Marcia Ralston adoptierten einen neugeborenen Jungen (Phil Harris Jr.). Die Ehe wurde 1940 geschieden. 1941 heiratete er die Sängerin und Schauspielerin Alice Faye, mit der er bis zu seinem Tod zusammenlebte. Aus dieser Ehe gingen zwei Töchter hervor (Alice und Phyllis).

### Orchesterleiter, Sänger und Komiker
Ende der 1920er Jahre gründete Harris das Dixieland-Quintett „The Dixie Syncopators“, aus dem bald seine eigene Big Band hervorging, mit der er vor allem in Kalifornien erfolgreich war, wo er in San Francisco und im Cocoanut Grove mehrjährige Engagements bestritt. 1934 drehte er mit seiner Band die halbstündige musikalische Filmkomödie So This is Harris!, die bei der Oscarverleihung 1934 in der Kategorie „Bester Kurzfilm (Comedy)“ ausgezeichnet wurde und ihm den Weg ins Filmgeschäft ebnete. In den folgenden Jahren entstanden weitere Musikfilme mit seinem Orchester, unter anderem Harris In the Spring (1937), in dem er das Lied „That’s What I Like About the South“ sang, das zu seiner Erkennungsmelodie wurde und auch auf Schallplatte erfolgreich war.
Landesweit bekannt wurde Harris ab 1936 als ständiger Orchesterleiter der populären wöchentlichen Radioshow von Jack Benny, dessen musikalischer „Sidekick“ und Sketchpartner er dort bis 1952 blieb. In dieser Funktion begleitete er mit seinem Orchester die zahlreichen Gaststars der Sendung bei ihren Gesangsnummern (beispielsweise 1948, 1950 und 1952 Frank Sinatra). Neben seinem Engagement bei Jack Benny trat er ab 1946 gemeinsam mit seiner Frau Alice Fay in der Radioshow The Fitch Bandwagon (1946–48) auf, aus der 1948 die bald ebenso populäre wöchentliche musikalische Comedy The Phil Harris-Alice Faye Show (1948–54) hervorging. Im Januar 1949 traten Alice Faye und Phil Harris mit seinem Orchester bei der feierlichen Amtseinführung des US-Präsidenten Harry S. Truman auf.
In dieser Zeit gelangen Harris weitere Plattenerfolge als Sänger, etwa 1947 mit einer Coverversion des Tex-Williams-Songs Smoke! Smoke! Smoke! (That Cigarette), und 1950 mit dem für ihn geschriebenen Lied The Thing, das er im Oktober 1950 für RCA Victor einspielte. The Thing hielt sich 14 Wochen in den Billboard-Charts und stand im Dezember 1950 vier Wochen lang auf Nummer eins. Im März 1951 war die Aufnahme drei Wochen lang auf dem Spitzenplatz in der australischen Hitparade.
Nach dem Ende der Radio-Ära war Harris von den 1950er Jahren bis in die 1970er Jahre hinein oft als musikalisch-komödiantischer Gast diverser Fernsehshows auf dem Bildschirm zu sehen, außer bei Jack Benny unter anderem in Shows von Milton Berle, Dinah Shore, Steve Allen, Eddie Fisher, Red Skelton, Andy Williams, Bing Crosby, Dean Martin, Pat Boone, Lucille Ball, Mitzi Gaynor, Johnny Cash, Tom Jones und Pearl Bailey. Zwischen 1964 und 1968 war er zudem achtmal Gastgeber der Variety-Show The Hollywood Palace.

### Schauspieler in Film und Fernsehen
Seit seinem Filmdebüt 1933 trat Harris vor allem in Musikkomödien auf, etwa in Varieté-Prinzessin (Walbash Avenue) (1950) und Broadway-Zauber (Anything Goes) (1956), daneben war er auch in dramatischen Filmen wie Höllenreiter der Nacht (The Wild Blue Yonder) (1951) zu sehen. 1954 spielte Harris an der Seite von John Wayne in Es wird immer wieder Tag seine einzige bedeutende Filmrolle als Charakterschauspieler. Weitere prominente Rollen bestritt er in Good-bye, My Lady (1956, mit Walter Brennan und Sidney Poitier) sowie in den Komödien Getrennte Betten (1963, mit James Garner) und Die Heulboje (1964, mit Jerry Lewis). Danach war er noch in The Cool Ones (1967) und The Gatling Gun (1973) zu sehen.
1956 wirkte Harris im Fernsehen in der szenischen Umsetzung der musikalischen Suite Manhattan Tower von Gordon Jenkins als Schauspieler mit. Dazu kamen später einige Gastrollen in Fernsehserien, darunter Amos Burke (1963/64, mit Gene Barry), Ben Casey (1964, mit Vince Edwards), F-Troop (1967, mit Forrest Tucker), Fantasy Island (1978), Love Boat (1980) und Concrete Cowboys (1981, mit Billy Barty und Michael Fox).

### Stimme in Zeichentrickfilmen
Internationale Bekanntheit erreichte Harris 1967 als Sprech- und Singstimme des Bären „Balu“ in der Disney-Zeichentrickverfilmung Das Dschungelbuch. Sein Duett als Balu mit Bruce Reitherman (in der Rolle des „Mogli“) zu The Bare Necessities brachte dem Komponisten Terry Gilkyson eine Oscar-Nominierung für den besten Filmsong ein und Harris wurde in Großbritannien mit einer Silbernen Schallplatte, sowie in der USA mit einer Platin-Schallplatte ausgezeichnet. Daneben war Harris auch im Duett mit Louis Prima (in der Rolle des „King Louie“) zu I Wan’na Be Like You zu hören, welches in Großbritannien mit einer Goldenen Schallplatte ausgezeichnet wurde.
In dem ebenfalls von Disney produzierten Zeichentrickfilm Aristocats sprach und sang Harris 1970 die Figur der Katze „O’Malley“ (und deren Lied Thomas O’Malley Cat) mit ähnlichem Erfolg. 1973 lieh er in Robin Hood, einem weiteren Disney-Film, der Figur des Zeichentrick-Bären „Little John“ seine Stimme und sang dabei den von Johnny Mercer komponierten Song The Phony King of England. In der britisch-amerikanischen Koproduktion Rock-a-Doodle – Ein Hahn erobert die Stadt, die reale Filmelemente mit Zeichentrick verknüpft, hatte Harris 1991 als „Erzähler“ und „Patou der Hund“ nochmals eine prominente Sprechrolle.

### Späte Jahre und Tod
Nach 1991 zog sich Harris endgültig ins Privatleben zurück und trat nur noch auf Wohltätigkeitsveranstaltungen in Erscheinung. Seit den 1950er Jahren lebte er mit seiner Frau Alice Faye im kalifornischen Palm Springs, wo er ausgedehnte Ländereien besaß, und in einem zweiten Haus im nahen Rancho Mirage, wo er im August 1995 starb. Er liegt zusammen mit seiner 1998 gestorbenen Frau auf dem Forest Lawn Cemetery (Name bis 2005: Palm Springs Mortuary & Mausoleum) in Cathedral City begraben.
Ihren umfangreichen Nachlass stifteten Harris und seine Frau Alice Faye schon 1979 seiner Geburtsstadt Linton in Indiana, wo das Material heute in drei gesonderten Archivräumen aufbewahrt wird.
Auf dem Hollywood Walk of Fame erinnern zwei Sterne an Phil Harris, je einer der Kategorie Musikaufnahmen (bei 6508 Hollywood Boulevard) und der Kategorie Radio (bei 6651 Hollywood Boulevard).

## Werke

### Filmographie
- 1933: Melody Cruise
- 1933: So This Is Harris!
- 1937: Turning Off The Moon
- 1937: Romancing Along
- 1937: Harris in the Spring
- 1939: Man About Town
- 1940: Buck Benny Rides Again
- 1940: Dreaming Out Loud
- 1945: I Love a Bandleader
- 1947: Is Everybody Listening?
- 1950: Varieté-Prinzessin (Wabash Avenue)
- 1951: Höllenreiter der Nacht (The Wild Blue Yonder)
- 1954: Es wird immer wieder Tag (The High and the Mighty)
- 1956: Broadway-Zauber (Anything Goes)
- 1956: Good-bye, My Lady
- 1963: Getrennte Betten (The Wheeler Dealers)
- 1964: Die Heulboje (The Patsy)
- 1967: The Cool Ones
- 1973: The Gatling Gun

'Als Zeichentrick-Stimme'
- 1967: Das Dschungelbuch (The Jungle Book)
- 1970: Aristocats (The Aristocats)
- 1973: Robin Hood
- 1991: Rock-a-Doodle – Ein Hahn erobert die Stadt (Rock-a-Doodle)

### Fernsehen
als Schauspieler
- 1963–1964: Amos Burke
- 1964: Ben Casey: The Only Place Where They Know My Name
- 1967: F-Troop: What Are You Doing After the Massacre?
- 1978: Fantasy Island: The Vaudevillians
- 1980: Love Boat: Rent a Romeo

Als Musiker, Sänger und Komiker (Auswahl)
- 1952–53: Four Star Revue
- 1952–55: The Colgate Comedy Hour
- 1954/1966: The Milton Berle Show
- 1956: The Dinah Shore Show
- 1957–58/1960: The Steve Allen Show
- 1957: This is Your Life: Phil Harris
- 1957: The Eddie Fisher Show
- 1958: The Jack Benny Program: Phil Harris Show
- 1960: The Big Sell (mit Jackie Gleason)
- 1962–63: The Red Skelton Show
- 1964–66: The Andy Williams Show
- 1964–68: The Hollywood Palace
- 1965: The Bing Crosby Show
- 1966–70: The Dean Martin Show
- 1968: The Pat Boone Show
- 1968: The Lucy Show: Lucy and Phil Harris
- 1968: Mitzi
- 1969: The Johnny Cash Show
- 1969: That’s Life: A Cold is Nothing to Sneeze at
- 1970: This is Tom Jones
- 1970: The Pearl Bailey Show
- 1972: Once Upon a Tour
- 1974: Here’s Lucy: Lucy and Phil Harris Strike Up the Band

### Diskografie
LP
- 1972: Southern Comfort… The Best of Phil Harris (Mega Records) (Neuaufnahmen seiner Erfolge)

CD (Sampler)
- 1992: The Uncollected Phil Harris & His Orchestra (1933) (Hindsight Records) (Aufnahmen von 1933)
- 1996: The Thing about Phil Harris (Living Era/ASV) (Sammlung von Originalsingles der 1930er bis frühen 1950er Jahre)
- 1996: Echoes from the Cocoanut Grove: Phil Harris & His Orchestra (Take Two) (Liveaufnahmen von 1932/33)
- 1999: My Kind of Country (Flapper/Pearl) (Sammlung von Originalsingles der 1940er Jahre)
- 2000: The Phil Harris and Alice Faye Show (Cliffhanger) (Ausschnitte aus der gleichnamigen Radiosendung)
- 2001: Phil Harris: Southern Gentleman of Song (Collector’s Choice) (Aufnahmen aus seiner Radioshow)